# Saint-Dos
Saint-Dos är en kommun i departementet Pyrénées-Atlantiques i regionen Nouvelle-Aquitaine i sydvästra Frankrike. Kommunen ligger i kantonen Salies-de-Béarn som tillhör arrondissementet Pau. År 2022 hade Saint-Dos 159 invånare.

## Befolkningsutveckling
Antalet invånare i kommunen Saint-Dos
| Referens: INSEE |